# 李帝勳
李帝勳（1984年7月4日—），韓國男演員。2011年，以獨立電影《那一夜，青春褪色》和戰爭片《高地戰》獲得第48屆韓國電影大鐘賞及第32屆青龍電影獎等，橫掃各大頒獎典禮新人獎，演技備受肯定。此後以電影《初戀築夢101》、《朴烈》，電視劇《Signal》、《Move to Heaven：我是遺物整理師》、《模範計程車》系列等作品而被人熟知。

## 個人經歷
李帝勳對演戲情有獨鐘，本想報考電影學院，但是因為父母反對只好放棄，最後考入名門學府高麗大學。他對演戲的渴望沒有因為此而減少，大二時決定休學，於2008年進入韓國藝術綜合大學演劇院。大學的時候本來想進話劇社團，但是聽說話劇社團會喝很多酒就去了舞蹈社團，在舞蹈方面學到了很多，平時愛打拳擊，並對動作片十分有興趣，所以很想出演跳舞與拳擊相關的電影。
早期通過歌舞劇《海燕》開始演藝事業，以電影《夜晚，只屬於他們的時間》作為出道作。
自2006年起，參與許多低成本的短片和獨立電影演出，並於2009年所主演的同志短片《只是朋友？》，開始吸引到更多關注。
2011年，先後出演獨立電影《那一夜，青春褪色》和戰爭片《高地戰》，展示其出眾的表演才華，並以這兩部電影橫掃各大頒獎典禮新人獎，成為忠武路異軍突起的新秀，可以說是在商業和文藝間游走自如。
2012年，《時尚王》是首部在電視劇擔當主要角色的作品，借此也拉近和觀眾的距離，另外所參演的電影《建築學概論》創下超過400萬觀影人數，並打破韓國愛情電影最高票房紀錄，在其中詮釋男主角勝民大學時期的羞澀初戀。結束《憤怒的倫理學》和《帕帕羅蒂》拍攝及9月上映的電影《驅鬼特攻隊》宣傳後，10月25日進入韓國陸軍論山陸軍訓練所接受4周基礎軍事訓練，其後轉往首爾警察廳的「號角話劇團」服役。
2014年7月，李帝勳正式退伍後馬上投入SBS史劇《秘密之門》的拍攝，與韓石圭繼電影《帕帕羅蒂》後二度合作。他在劇中飾演命运悲惨的历史人物思悼世子，憑藉精湛的演技，獲得《2014 SBS演技大赏》長篇電視劇部門男子最優秀演技賞。
2016年1月，李帝勳出演tvN電視劇《Signal》，飾演一個富有正義感的長期未結案件專案組心理側寫師。Signal在播出後取得口碑与收视雙贏的良好成绩，李帝勳也憑藉該劇收穫不少人氣。5月，電影《偵探洪吉童：消失的村莊》上映，該部電影為李帝勳退伍後的大銀幕復出作，片中飾演的角色洪吉童是一个没有记忆、没有人情味也没有朋友的侦探。雖遭兩部強片《美國隊長3：英雄內戰》與羅宏鎮導演的《哭聲》夾擊，《偵探洪吉童：消失的村莊》仍舊收穫不俗的票房成績，上映十天已突破一百萬人次。2016年8月底，李帝勳與新敏娥參與tvN電視劇《明天和你》拍攝，展現與之前作品完全不同的柔情演技。
2017年6月28日與李濬益(李俊益)導演合作的電影《朴烈》在韓國上映，上映第5天觀眾數突破了100萬人次，是制作費5億韓幣的低成本電影，上映第9天就順利突破了盈利分界線150萬人次，最終累計觀影人數達235萬人次。《朴烈》這部電影席捲54屆大鐘獎，除了李帝勳入圍最佳男主角外，捧回最佳導演獎、最佳女演員獎、最佳新人女演員獎、服裝獎、美術獎等5項大獎，並拿下第一屆THE SEOUL AWARD 電影部門大賞。李濬益導演在採訪中曾表示：「朴烈是李帝勳選擇我之後才得以實現的作品。導演往往會向中意的演員遞上提案，演員接受後才得以促成合作。李帝勳說他被我選中，事實上則相反，是我被他選中了。就像宿命一般，朴烈必须是李帝勳。」
2017年9月21日與羅文姬(熙)主演的電影《I Can Speak》在韓國上映，上映3天就奪韓國周末票房冠軍，上映12日突破損益臨界點(180萬人次)，上映一個月累計觀影人數就突破320萬。金賢錫導演於訪問時提到李帝勳曾帶著劇本去他家和他討論後修改了三次，原先劇本裡的民載有二個版本，一個是有前女友和區政府女職員的愛情戲，另一個是與弟弟相依為命的親情戲，李帝勳認為有弟弟能與玉芬奶奶更加親近比較好，所以最後選擇有弟弟的版本。另外改掉了叫披薩與送餐員對話的戲，因怕涉及到南韓送餐員的新聞事故（韓國一名55歲的外賣送餐員因送餐給顧客時受到顧客“湯汁太少”的抗議，9個月後重返該顧客家縱火報復），李帝勳認為會有問題而請導演刪除。
2018年再次挑戰浪漫愛情劇，在SBS月火連續劇《狐狸新娘星》中擔任男主角，與蔡秀彬一同演出一段以仁川機場旅客服務中心為背景的愛情故事，演員陣容還有李東健與金志秀，卡司相當堅強。該劇被譽為韓版《航站情緣》，最高收視率達10.8%。該劇也讓他獲得第25屆SBS演技大賞月火劇部門男子最優秀演技賞。
2019年2月到4月JTBC新旅遊節目《Traveler》播出，第一次當背包客的李帝勳與擅長背包旅行的藝人柳俊烈同遊古巴，趣味的互動讓這個綜藝節目受到觀眾熱烈喜愛。
2019年10月10日，公司向媒體表示李帝勳與電影導演Yang Kyung Mo、Kim Yoo Kyung PD共同設立了電影製作公司HARD CUT，計畫在演戲之外嘗試電影製作等多個領域，另外電影製作公司成立後第一部電影是Yang Kyung Mo導演的新作《Phantom》(暫定名)，關於是否出演還在討論中。
2020年4月電影《狩獵的時間》在Netflix上映，李帝勳與崔宇植、安宰弘、朴正民一同合作演出，該片講述韓國未來社會經濟崩潰，幾個好友為了脫離地獄般現況，決定做一場「驚天大事」改變命運，沒想到反讓自己陷入危機，被無情殺手追殺的故事。這也是李帝勳繼《那一夜，青春褪色》之後再次與導演尹成賢合作的作品，李帝勳曾說這部片要演出被追殺的驚恐，是從影以來最難的挑戰，而該片也是該年首部入選德國柏林影展特別放映單元的韓國電影，李帝勳更因此片獲得第56屆百想藝術大獎男子最優秀演技獎提名。
2020年11月主演的搞笑冒險動作片《盜墓同盟》上映，連續三周拿下韓國票房冠軍。李帝勳飾演「盜墓天才」姜東久，平常少話的他，因為這個角色而改變了個性：「電影裡要說很多話，下戲時和劇組也時常話匣子停不下來，沒想到我也能變成這麼健談的人！」
2021年4月李帝勳離開合作12年的Saram娛樂，2021年6月21日宣佈建立了新的經紀公司COMPANY ON，COMPANY ON的「ON」既是英文「開啟」，也是韓文「溫暖」的「溫」、「 穩全」的「穩」，連在一起讀時發音接近「同伴」的英文COMPANION，有著「想法一致之人聚在一起同行」的含義。
2021年4月改編網路人氣漫畫的《模範計程車》在SBS播出，故事題材結合南韓真實犯罪事件，如華城連環殺人案、WeDisk公司董事長梁振浩霸凌員工案以及趙斗淳性侵案等，以暴制暴的概念獲得觀眾喜愛，李帝勳所飾演的金道奇以及劇中眾多的副角色，還有親自上陣的動作戲碼、飛車追逐戲碼，讓他的百變演技驚豔大眾，也帶來極高人氣，本劇最高收視率來到16%。
2021年5月另一部作品《Move to Heaven：我是遺物整理師》在Netflix上映，靈感啟發自「韓國第一代遺物整理師」金璽別紀實創作書寫《離開後留下的東西》。李帝勳在本劇中飾演略帶流氓氣質的主角曹尚久，他這樣描述這個角色：「他的孤獨氛圍和粗獷氣質和狼很像，是一隻會嚎啕大哭的狼（笑）。」李帝勳一開始擔心這個角色太過悲觀，與全劇另外兩個角色調性不符，「不過在消化劇本後，發現尚久從格格不入到突破心房的過程讓自己非常感動，轉變的過程充滿了光明與希望，拍攝時也抱著這樣的正能量，很開心出來的成果很好，讓觀眾對這個角色都產生了共感。」李帝勳在這部作品中展現了細膩的演技，並秀出為角色特別鍛鍊的身材和拳擊動作，受到廣大觀眾的喜愛。由於《模範計程車》和《Move to Heaven：我是遺物整理師》幾乎在同個時期上映，李帝勳成為2021年上半年霸屏的演技派演員，繼《Signal》之後迎來又一波事業高峰。
2021年8月，HARD CUT成立之後的第一部短篇電影《Unframed》開始拍攝，由李帝勳與朴正民、孫錫久、崔嬉序四位演員，合作編寫劇本、接力擔任導演打造而成，李帝勳擔任《藍色的幸福》掌鏡者，主角由好友丁海寅與表藝珍、陳峻相、金大業、李東輝演出。這部劇情主要講述正值20歲～30歲的年輕人，面對股市熱潮並集中於「理財」的現實及苦惱的故事。該片受邀於第26屆釜山國際電影節首映，預計12月在韓國OTT平台「Watcha」上線。
2021年8月15日與22日SBS播出紀錄片《不朽時代》第二部，由李帝勳擔任旁白。這是一部人類科學紀錄片，探討人類的命運是否可以用科技的力量戰勝死亡。李帝勳說：「通過這部紀錄片的旁白，我重新思考了生與死。」製作組表示：「這可能是個沉重的話題，但李帝勳溫暖真誠的聲音給紀錄片帶來了溫暖。」
2023年2月17日，《模範計程車2》在SBS播出，由第一季的編劇吳相浩回歸執筆。本劇融合了N號房事件、韓國邪教案、勝利夜店事件等真實新聞事件做為題材，以更幽默輕快的風格呈現「代客復仇」的主題，並邀請到南宮珉、金素妍、文彩元等知名演員客串，收視率刷新了第一季記錄，最高來到21.0％(全國)和21.8%(首都圈)，為2023上半年韓國收視率第一的電視劇，亦為SBS歷年金土電視劇收視排行第三。官方也已證實將開拍第三季。

## 演出作品

### 電視劇
| 年份   | 電視台／播出平台 | 劇名                           | 角色               |
| ------ | ---------------- | ------------------------------ | ------------------ |
| 2010年 | SBS              | 三姐妹                         | 金恩國             |
| 2012年 | SBS              | 時尚王                         | 鄭在赫             |
| 2014年 | SBS              | 秘密之門                       | 李愃               |
| 2016年 | tvN              | Signal                         | 朴海英             |
| 2017年 | tvN              | 明天和你                       | 柳炤俊             |
| 2018年 | SBS              | 狐狸新娘星                     | 李修延             |
| 2020年 | SBS              | 金牌救援：Stove League         | 李帝勳（特別出演） |
| 2021年 | SBS              | 模範計程車                     | 金道奇             |
| 2021年 | Netflix          | Move to Heaven：我是遺物整理師 | 曹尚久             |
| 2022年 | SBS              | 千元律師                       | 李帝勳（特別出演） |
| 2023年 | SBS              | 模範計程車2                    | 金道奇             |
| 2023年 | Disney+          | 地下菁英2                      | 張峻（特別出演）   |
| 2024年 | MBC              | 搜查班長1958                   | 朴渶澖／朴浚瑞     |
| 2025年 | JTBC             | 協商的技術                     | 尹洙諾             |
| 2025年 | SBS              | 模範計程車3                    | 金道奇             |
| 2026年 | tvN              | 第二個信號（暫譯）             | 朴海英             |

### 電影
| 年份   | 片名                   | 角色   | 備註             |
| ------ | ---------------------- | ------ | ---------------- |
| 2006年 | 玩蛋倒數               | 安京   |                  |
| 2006年 | 黑道千金逼我嫁3        |        |                  |
| 2006年 | 郡守與里長嗎?          |        |                  |
| 2009年 | 掠奪者們               | 尚泰   | 青年             |
| 2009年 | 只是朋友？             | 李碩   | 短片             |
| 2010年 | 情慾對決               |        | 出現幾秒鐘的富商 |
| 2010年 | 鬼                     | 金世榮 |                  |
| 2010年 | 感應                   | 純宗   |                  |
| 2010年 | 尋找完美先生           | 佑亨   |                  |
| 2011年 | 那一夜，青春褪色       | 權基泰 |                  |
| 2011年 | 高地戰                 | 申一榮 |                  |
| 2012年 | 建築學概論             | 李勝民 | 青年             |
| 2012年 | 驅鬼特攻隊？           | 朴錫賢 |                  |
| 2013年 | 憤怒的倫理學           | 金正勳 |                  |
| 2013年 | 黑道小子巨星夢         | 李章浩 |                  |
| 2016年 | 偵探洪吉童：消失的村莊 | 洪吉童 |                  |
| 2017年 | 朴烈                   | 朴烈   |                  |
| 2017年 | I Can Speak            | 朴民宰 |                  |
| 2020年 | 狩獵的時間             | 俊碩   |                  |
| 2020年 | 盗墓同盟               | 姜東久 |                  |
| 2021年 | Unframed-藍色幸福      |        | 導演、編劇       |
| 2022年 | 另一種記錄：李帝勳     |        | 個人記錄片       |
| 2024年 | 露梁：死亡之海         | 光海君 | 特別出演         |
| 2024年 | 絕地逃生               | 任圭男 | 主演             |
| 2025年 | 烧酒战争               | 崔仁范 | 主演             |

### MV
| 年份   | 歌手                                           | 歌名                           | 合作演員                |
| ------ | ---------------------------------------------- | ------------------------------ | ----------------------- |
| 2008年 | Old Fish                                       | I Have A Bad Day               | 庭沼珉                  |
| 2012年 | 孝琳                                           | 我比誰都愛你                   | 韓孝周                  |
| 2015年 | Brown Eyed Soul                                | Home                           |                         |
| 2019年 | Crush                                          | With You                       | 李珠英                  |
| 2020年 | CODE KUNST & 崔政勳 (Jannabi (樂團)) & Simon D | For the Gone (with ELLE KOREA) | 李聖經、朴正民、Simon D |
| 2021年 | 李遐怡                                         | Only                           | 元真兒、南明烈、문숙이  |
| 2021年 | URBAN ZAKAPA                                   | I’ll Never Know You            |                         |

### 其它
| 年份   | 名稱                                        | 備註              |
| ------ | ------------------------------------------- | ----------------- |
| 2005年 | 海燕                                        | 舞台劇            |
| 2006年 | 美麗人生                                    | 音樂劇            |
| 2007年 | Audition                                    | 音樂劇            |
| 2007年 | 夜晚，只屬於他們的時間                      | 短篇電影          |
| 2007年 | PLACEBO                                     | 短篇電影          |
| 2008年 | 崇高的假期                                  | 短篇電影          |
| 2008年 | Ah Man                                      | 短篇電影          |
| 2009年 | 只是朋友？                                  | 短篇電影          |
| 2009年 | 冬天來了                                    | 短篇電影          |
| 2010年 | 馬爾地夫的快遞                              | 短篇電影          |
| 2010年 | 通訊小姐                                    | 短篇電影          |
| 2011年 | 遇見愛                                      | Samsung相機微電影 |
| 2012年 | 遇見愛2                                     | Samsung相機微電影 |
| 2012年 | SEND                                        | Samsung相機微電影 |
| 2012年 | 捍衛聯盟                                    | 動畫電影配音      |
| 2017年 | 地球，奇妙的一天                            | BBC紀錄片旁白     |
| 2020年 | 在你身邊入睡                                | 音頻剪輯有聲書    |
| 2021年 | 不朽時代                                    | SBS紀錄片旁白     |
| 2021年 | 你的願望清單，改變地球的未來！              | MBC紀錄片旁白     |
| 2021年 | 層                                          | Naver音頻電影     |
| 2021年 | 康定斯基，馬列維奇&俄羅斯先鋒派：革命藝術展 | 語音導覽旁白      |

## 綜藝節目
| 播出日期                   | 電視台 | 節目名稱     | 備註                     |
| -------------------------- | ------ | ------------ | ------------------------ |
| 2019年2月21日—4月25日      | JTBC   | Traveler     | 與柳俊烈                 |
| 2024年12月6日—2025年2月7日 | tvN    | 芬蘭租屋生活 | 與李東輝、車銀優、郭東延 |

## 音樂作品
| 年份   | 曲名                           | 收錄專輯              | 備註 |
| ------ | ------------------------------ | --------------------- | ---- |
| 2012年 | 愛情就這樣(사랑은이렇게)       | 《時尚王》OST         |      |
| 2013年 | 給予幸福的人(행복을 주는 사람) | 《黑道小子巨星夢》OST |      |

## 主持
| 年份   | 電視台 | 名稱             | 備註                     |
| ------ | ------ | ---------------- | ------------------------ |
| 2018年 | SBS    | 2018 SBS演技大獎 | 與申東燁、申惠善共同主持 |

## 粉絲見面會
| 日期           | 活動名稱                                    | 舉行地點                 |
| -------------- | ------------------------------------------- | ------------------------ |
| 2017年8月26日  | 《2017 李帝勳 FANMEETING［SUMMER PICNIC］》 | 梨花女子大學             |
| 2018年8月25日  | 《2018 李帝勳 FANMEETING 'HOME'》           | 延世大學 百年紀念館      |
| 2019年11月9日  | 《2019 李帝勳 FANMEETING 'Fall into you'》  | Sangmyung Art Center     |
| 2022年9月18日  | 《2022 李帝勳 Greetings to you》            | 延世大學百年紀念館音樂廳 |
| 2023年3月3日   | 《2023 李帝勳 VOCATION 馬尼拉場》           | 新邊疆劇院               |
| 2023年3月19日  | 《2023 李帝勳 VOCATION 雅加達場》           | 普爾曼酒店宴會廳         |
| 2023年3月25日  | 《2023 李帝勳 VOCATION 新加坡場》           | 斯蒂芬·里亞迪禮堂        |
| 2023年7月2日   | 《2023 李帝勳 VOCATION 臺北場》             | Zepp New Taipei          |
| 2023年7月23日  | 《2023 李帝勳 SOME more summer 首爾場》     | 藍方萬事達卡大廳         |
| 2023年8月5日   | 《2023 李帝勳 SOME more summer 澳門場》     | 澳門葡京人 H853娛樂館    |
| 2023年11月12日 | 《2023 李帝勳 WEEKEND WITH JEHOON》         | Japan Tokyo IINO HALL    |
| 2024年6月2日   | 《2024 李帝勳 JEHOON's Favorite 首爾場》    | 延世大學大禮堂           |
| 2024年8月10日  | 《2024 李帝勳 JEHOON's Favorite 曼谷場》    | 曼谷購物中心 MCC大廳     |
| 2024年9月21日  | 《2024 李帝勳 JEHOON's Favorite 吉隆坡場》  | Plenary Hall, KLCC       |
| 2024年9月29日  | 《2024 李帝勳 JEHOON's Favorite 臺北場》    | 臺北國際會議中心 TICC    |
| 2024年11月23日 | 《2024 李帝勳 JEHOON's Favorite 東京場》    | Yurakucho Yomiuri Hall   |
| 2024年11月24日 | 《2024 李帝勳 JEHOON's Favorite 大阪場》    | Matsushita IMP Hall      |

## 提名與獲獎
| 年份   | 頒獎典禮                         | 獎項                                   | 作品                           | 結果 |
| ------ | -------------------------------- | -------------------------------------- | ------------------------------ | ---- |
| 2011年 | 第31屆韓國電影評論家協會獎       | 最佳新人男演員獎                       | 高地戰                         | 獲獎 |
| 2011年 | 第20屆釜日電影獎                 | 最佳新人男演員獎                       | 高地戰                         | 獲獎 |
| 2011年 | 第48屆大鐘獎                     | 最佳新人男演員獎                       | 那一夜，青春褪色               | 獲獎 |
| 2011年 | 第32屆青龍電影獎                 | 最佳新人男演員獎                       | 那一夜，青春褪色               | 獲獎 |
| 2011年 | 第19屆大韓民國文化演藝大賞       | 電影部門 新人演技賞                    | 那一夜，青春褪色               | 獲獎 |
| 2012年 | 第3屆年度電影獎                  | 最佳新人獎                             | 那一夜，青春褪色               | 獲獎 |
| 2012年 | 第6屆亞洲電影大獎                | 最佳男配角                             | 高地戰                         | 提名 |
| 2012年 | 第6屆Mnet 20's精選獎             | 電影明星獎                             | 建築學概論                     | 獲獎 |
| 2012年 | 第16屆富川國際幻想電影節         | Fantasia Award                         | 建築學概論                     | 獲獎 |
| 2012年 | 第48屆百想藝術大獎               | 男子新人演技獎                         | 建築學概論                     | 提名 |
| 2014年 | 第10屆堤川國際音樂電影節         | 演員獎                                 | 帕帕羅蒂                       | 獲獎 |
| 2014年 | SBS演技大賞                      | 長篇劇部門 男子最優秀演技賞            | 秘密之門                       | 獲獎 |
| 2014年 | SBS演技大賞                      | 十大明星賞                             | 秘密之門                       | 獲獎 |
| 2016年 | tvN10 Awards                     | PD's Choice賞                          | Signal                         | 獲獎 |
| 2016年 | tvN10 Awards                     | 男演員賞                               | Signal                         | 提名 |
| 2016年 | 韓國Top Star獎                   | 韓國電影人氣明星獎                     | 偵探洪吉童：消失的村莊         | 獲獎 |
| 2016年 | KAFA 特色節目頒獎典禮            | 特別成就獎                             | 那一夜，青春褪色               | 獲獎 |
| 2017年 | 第54屆大鐘獎                     | 最佳男主角獎                           | 朴烈                           | 提名 |
| 2017年 | 第26屆釜日電影獎                 | 最佳男主角獎                           | 朴烈                           | 提名 |
| 2017年 | 第17届大韓民國青少年電影節       | 男演員部門大獎                         | 朴烈                           | 獲獎 |
| 2017年 | 第5屆BIFF Mariel Clair亞洲之星獎 | 亞洲明星獎                             | 朴烈                           | 獲獎 |
| 2017年 | 第20屆國際大赦國際出版社         | 特別獎                                 | I Can Speak                    | 獲獎 |
| 2018年 | 第54屆百想藝術大獎               | 男子人氣賞                             | 朴烈                           | 提名 |
| 2018年 | 2018年抵抗電影節                 | 最佳男演員獎                           | 朴烈                           | 獲獎 |
| 2018年 | 第38屆黃金攝影獎                 | 男性人氣獎由電影攝影師選中             | I Can Speak                    | 獲獎 |
| 2018年 | SBS演技大賞                      | 月火劇部門 男子最優秀演技賞            | 狐狸新娘星                     | 獲獎 |
| 2020年 | 第56屆百想藝術大獎               | 電影部門 男子最優秀演技獎              | 狩獵的時間                     | 提名 |
| 2021年 | 第16屆首爾國際電視節             | 最佳韓劇男演員獎                       | 模範計程車                     | 提名 |
| 2021年 | 第3屆亞洲內容大獎                | 最佳男演員                             | Move to Heaven：我是遺物整理師 | 獲獎 |
| 2021年 | 第4屆亞洲影藝創意大獎            | 最佳男主角                             | Move to Heaven：我是遺物整理師 | 獲獎 |
| 2021年 | 韓國大眾文化藝術獎               | 文化體育觀光部長表彰                   | 不適用                         | 獲獎 |
| 2021年 | SBS演技大賞                      | 大獎                                   | 模範計程車                     | 提名 |
| 2021年 | SBS演技大賞                      | 迷你劇類型／奇幻部門：男子最優秀演技賞 | 模範計程車                     | 獲獎 |
| 2022年 | 第1屆青龍系列大獎                | 男演員賞                               | Move to Heaven：我是遺物整理師 | 提名 |
| 2022年 | 第8屆APAN Star Awards            | 迷你劇 － 男子最優秀演技獎             | 模範計程車                     | 提名 |
| 2023年 | 第五屆newsis韓流博覽會           | 文化體育觀光部長官獎                   |                                | 獲獎 |
| 2023年 | SBS演技大獎                      | 大獎                                   | 模範計程車2                    | 獲獎 |
| 2024年 | 第44届黄金摄影奖                 | 摄影导演人气奖                         | 絕地逃生                       | 獲獎 |
| 2024年 | 第45屆青龍電影獎                 | 最佳男主角                             | 絕地逃生                       | 提名 |
| 2024年 | MBC演技大奖                      | 大奖                                   | 搜查班長1958                   | 提名 |
| 2024年 | MBC演技大奖                      | 最佳情侣奖（与李东辉）                 | 搜查班長1958                   | 提名 |

## 外部連結
- 李帝勳的Instagram帳戶
- 李帝勳的新浪微博（简体中文）
- 李帝勳在豆瓣上的资料（简体中文）